# Răzbunătorii: Sfârșitul jocului
Răzbunătorii: Sfârșitul jocului (în engleză: Avengers: Endgame) este un film american cu supereroi lansat în 2019, bazat pe echipa Răzbunătorii din benzile desenate Marvel Comics, produs de Marvel Studios și distribuit de Walt Disney Studios Motion Pictures. Este o continuare a filmului Răzbunătorii din 2012, a filmului Răzbunătorii: Sub semnul lui Ultron din 2015 și a filmului Răzbunătorii: Războiul Infinitului din 2018, fiind al 22-lea film din Universul Cinematografic Marvel (MCU). Filmul este regizat de Anthony și Joe Russo, scris de Christopher Markus și Stephen McFeely și prezintă o distribuție de ansamblu, din care fac parte Robert Downey Jr., Chris Evans, Mark Ruffalo, Chris Hemsworth, Scarlett Johansson, Jeremy Renner, Don Cheadle, Paul Rudd, Brie Larson, Karen Gillan, Danai Gurira, Bradley Cooper, și Josh Brolin. În film, Răzbunătorii supraviețuitori și aliații lor încearcă să anuleze pierderile cauzate de Thanos în Războiul Infinitului.
Filmul a fost anunțat în octombrie 2014 ca Răzbunătorii: Războiul Infinitului – Partea 2. Frații Russo au primit regia în aprilie 2015, iar în mai, Markus și McFeely au fost angajați ca scenariști. În iulie 2016, Marvel a renunțat la titlu, numindu-l doar Film Răzbunătorii fără titlu. Filmările au început în august 2017 la Studiourile Pinewood Atlanta din Fayette County, Georgia, într-o producție de tip back-to-back împreună cu Războiul Infinitului, și s-au încheiat în ianuarie 2018. Filmări adiționale au avut loc în zona metropolitană și în centrul Atlantei, în New York și în Scoția. Titlul oficial a fost dezvăluit în decembrie 2018. Cu un buget estimat la 356 milioane de dolari, este unul dintre cele mai costisitoare filme din toate timpurile.
Răzbunătorii: Sfârșitul jocului a fost larg anticipat, iar Disney a susținut filmul prin campanii ample de promovare. A avut premiera la Los Angeles pe 22 aprilie 2019 și a fost lansat în cinematografele din Statele Unite pe 26 aprilie 2019, în IMAX și 3D. Filmul a primit laude pentru regie, actori, spectacol și încărcătură emoțională, criticii lăudând deznodământul poveștilor din cele 22 de filme. A încasat aproape 2,8 miliarde $ internațional, surclasând încasările obținute de Războiul Infinitului în doar 11 zile. În plus, a stabilit numeroase recorduri de box office și este filmul cu cele mai mari încasări din toate timpurile, depășind filmul Avatar din 2009. A primit o nominalizare la categoria Cele mai bune efecte speciale la Premiile Oscar 2020, și în plus numeroase alte premii. Al cincilea și al șaselea film Răzbunătorii, denumite Răzbunătorii: Dinastia lui Kang și Răzbunătorii: Războaiele Secrete, respectiv, sunt programate să se lanseze în 2025 și 2026.

## Sinopsis
La 23 de zile după ce Thanos a folosit Pietrele Infinitului pentru a dezintegra jumătate din toată viața din univers, Carol Danvers îi salvează pe Nebula și pe Tony Stark din spațiu. Ei se întorc pe Pământ și se alătură Răzbunătorilor rămași—Natasha Romanoff, Bruce Banner, Steve Rogers, Rocket, Thor, și James Rhodes. Ulterior, ei găsesc un Thanos rănit și intenționează să ia Pietrele pentru a-i anula acțiunile, dar acesta le-a distrus deja pentru a nu mai fi folosite. Un Thor nervos îl omoară pe Thanos.
Cinci ani mai târziu, Scott Lang scapă din spațiul cuantic și se întâlnește cu Romanoff și Rogers la fortăreața Răzbunătorilor. Lang le spune că, în timp ce în spațiul cuantic a petrecut cinci ani, în realitate au fost doar cinci ore, teoretizând că spațiul cuantic poate permite călătoria în timp. Cei trei îl roagă pe Stark să-i ajute să recupereze Pietrele din trecut pentru a răsturna acțiunile lui Thanos din prezent, dar el îi refuză din frica de a o pierde pe fiica sa, Morgan. În cele din urmă, Stark se răzgândește după ce reflectă la Peter Parker, care este dezintegrat, și lucrează cu Banner—care și-a combinat inteligența cu corpul lui Hulk—pentru a stabiliza călătoria în spațiul cuantic. Romanoff îl recrutează pe Clint Barton (care și-a pierdut familia după dezintegrare), acum un justițiar cu sânge-rece, în timp ce Banner și Rocket găsesc un Thor sihastru și bețiv în Norvegia.
Banner, Rogers, Lang, și Stark ajung în New York City în 2012. Banner vizitează Sanctum Sanctorum și o convinge pe vrăjitoarea Ancient One să-i înmâneze Piatra Timpului; Rogers reușește să ia Piatra Minții de la agenții Hydra sub acoperire și de la el însuși din 2012, în timp ce Lang și Stark eșuează în a recupera Piatra Spațiului după ce Loki fuge cu ea. Rogers și Stark folosesc ultima Particulă Pym (cea care îi micșora) pentru a călători la sediul S.H.I.E.L.D. din 1970 și a fura o versiune timpurie a Pietrei Spațiului, dar și câteva Particule Pym din laboratorul lui Hank Pym pentru a se întoarce în prezent.
Rocket și Thor călătoresc în Asgardul din 2013 pentru a recupera Piatra Realității de la Jane Foster,, iar Thor își obține fostul său ciocan, Mjolnir. Barton și Romanoff ajung pe planeta Vormir în 2014 pentru a recupera Piatra Sufletului de la Paznicul ei, Red Skull. Din păcate, ea poate fi obținută doar după cineva drag este sacrificat, iar în lupta dintre Barton și Romanoff, Văduva Neagră se sacrifică. Pe Morag în același an, Nebula și Rhodes fură Piatra Puterii, înainte ca Peter Quill să facă asta. Rhodes se întoarce în prezent cu Piatra Puterii, dar fără Nebula, care este oprită de un implant cibernetic al propriei persoane din 2014. Prin această conexiune, Thanos din acel timp o capturează pe Nebula din prezent și îi vede amintirile. Apoi, în secret, o trimite pe Nebula din 2014 (cea credincioasă lui) în prezent.
Cu toate Pietre Infinitului colectate în prezent, Banner le folosește pentru a-i readuce la viață pe toți cei dezintegrați de Thanos. Nebula din 2014 folosește mașina timpului pentru a-l aduce pe Thanos și nava sa în prezent, iar el atacă fortăreața Răzbunătorilor. Rogers, Thor, și Stark îl confruntă pe Thanos, iar Rogers se dovedește a fi vrednic să mânuiască Mjolnirul. Cu toate acestea, Thanos îi doboară și își formează o armată pentru a distruge Pământul. Nebula din prezent o convinge pe Gamora, sora ei, din 2014 să se întoarcă împotriva lui Thanos, ulterior omorând-o pe Nebula din 2014. Înapoi în viață, Stephen Strange aterizează împreună cu restul vrăjitorilor, restul Răzbunătorilor, echipa Gardienilor Galaxiei, armatele din Asgard, Wakanda, și Ravagers, la care li se alătură și Carol Danvers. Într-o luptă epică, aceștia încearcă să întoarcă Pietrele Infinitului în trecut. Thanos obține din nou Pietrele și plănuiește să distrugă universul, ca mai apoi să îl reconstruiască. Doar că Thor,Carol Danvers și Steve Rogers depun un efort considerabil pentru a îl încetini pe răufăcător. Stark, căzut în genunchi îl vede pe Strange, ridicând un deget, acesta sugerând că este momentul pe care l-au așteptat. Printr-un ultim efort, Tony Stark îi fură pietrele tiranului, fără ca acesta să știe. Thanos se uită confuz la mănușă, lipsită de pietre, câteva secunde mai târziu Stark le pune în mâna sa. Din cauza energiei generată de pietre, Stark trece direct la fapte și pocnește din degete pentru a restabili pacea, astfel că îl dezintegrează pe Thanos și armata sa, dar moare ulterior din cauza energiei eliberate de Pietre, după un moment emoționant alături de cei apropiați.
După înmormântarea lui Stark, Thor o desemnează pe Valkyrie regină a Noului Asgard și se alătură Gardienilor Galaxiei. Rogers returnează Pietrele Infinitului și ciocanul mjolnir la locul lor inițial și rămâne în trecut pentru a se însura cu Peggy Carter și a-și trăi restul vieții unde ar fi trebuit. În prezent, un Rogers bătrân îi dăruiește scutul și capa lui Sam Wilson.

## Distribuția
- Robert Downey Jr. în rolul lui Tony Stark / Omul de fier: 
Creatorul echipei Răzbunătorii și posesorul armurii electromecanice create de el însuși.[7][8] Conform regizorilor Joe și Anthony Russo, Downey a fost unul dintre puținii actori ce a citit scenariul filmului în întregime.[9] Scenariștii Christopher Markus și Stephen McFeely știau că filmul va conține inevitabil moartea lui Stark atât ca o "[mutare] spre altruism" cât și ca un sfârșit de "capitol" pe care Stark l-a început. Ei au simțit că moartea sa a fost dobândită după ce a primit "pensionarea perfectă," adăugând, "Aceasta e viața la care râvnește... S-a însurat, are un copil, este grozav. Este o moarte bună. Nu se simte ca o tragedie. Se simte ca o viață eroică încheiată."[10] Joe Russo a explicat că Stark "a știut dintotdeauna că va muri deoarece nu se putea împăca cu ideea că nu va putea proteja universul," și au adăugat că Stark a fost cel mai sfidător dintre Răzbunători de vreme ce "Stark este cel mai formidabil dintre toți...datorită inimii sale.”[11] Frații Russo au căutat aprobarea lui Downey pentru arcul narativ al lui Stark, pe care l-au început odată cu Căpitanul America: Război civil (2016).[12]
- Chris Evans în rolul lui Steve Rogers / Căpitanul America: 
Liderul Răzbunătorilor. Veteran din cel de-al doilea război mondial, el a fost îmbunătățit pentru a atinge apogeul capabilităților umane printr-un ser experimental și criogenizat înainte de a se trezi în prezent.[13] Markus l-a descris pe Rogers ca pe cineva care "se orientează spre un interes personal edificator." Atât el cât și McFeely știau că va primi "dansul" pe care i l-a promis lui Peggy Carter în Căpitanul America: Primul Războinic (2011), cu McFeely spunând, "A amânat o viață pentru a-și face datoria. De asta cred că nu o sa îl omorâm vreodată. Pentru că nu ăsta e arcul narativ. Arcul este acela că poate pune scutul în cui pentru că a meritat asta."[10] Patrick Gorman îl joacă pe bătrânul Steve Rogers.[14]
- Mark Ruffalo în rolul lui Bruce Banner / Hulk: 
Răzbunător și cercetător de geniu, care, din cauza expunerii la radiații gamma, posedă o putere îmbunătățită și o apariție monstruoasă.[15] În film, Banner a reușit să echilibreze cele două tabere prin experimentele cu gamma, ceea ce i-a permis să capete puterea și statura fizică a lui Hulk;[16] bazat pe personajul din benzile desenate "Professor Hulk".[17] Comparativ cu alți eroi, care erau demotivați de pierderea în fața lui Thanos, Banner este singurul personaj ce rămâne cu speranță, Anthony Russo explicând, "Banner este singurul personaj care se gândește la un viitor frumos, încercând să construiască și să găsească ceva total nou...Banner este cel mai eroic în sensul că își menține voința de a încerca.”[18] Filmul închide arcul de personaj început în Thor: Ragnarok și continuat în Răzbunătorii: Războiul Infinitului.[19]
- Chris Hemsworth în rolul lui Thor: 
Răzbunător și rege al Asgard-ului, bazat pe deitatea din mitologia nordică cu același nume.[13] Thor mânuiește acum o secure mistică numită Stormbreaker, după distrugerea ciocanului său Mjolnir din Thor: Ragnarok.[20] În film, Thor a devenit un lider supraponderal și bețiv al refugiaților din Tønsberg, Norvegia. Vorbind despre această schimbare uriașă de personaj, Hemsworth a spus, "Am avut doar o opinie. Voiam să fac ceva diferit de data asta. În fiecare film voiam, de fapt, mai ales în ultimele două, iar ei au acceptat," și au adăugat, "Am filmat timp de multe ore și zile și am discutat despre cât de mult îl putem împinge (pe Thor) și ce putem face diferit."[21] Anthony Russo a adăugat, "Chiar dacă pare amuzant ce s-a întâmplat în film cu condiția sa fizică, nu este de glumit. Este o manifestare a locului unde se află el pe scala personajului, și credem că acesta este cel mai credibil aspect al său. Adică, este o reacție foarte comună și umană la depresie și durere."[22] Povestea lui Thor a fost arcul narativ preferat al lui, spunând, “Parte a magiei lui Chris de a fi actor de comedie este dedicarea lui pentru profunzimea personajului la un nivel foarte serios...Este atât de nesincer și subversiv când comedia vine dintr-un complet de complexitate emoțională și dăruire.”[23] Hemsworth a trecut prin aproape trei ore de machiaj pentru transformare, care a inclus și purtarea unui costum prostetic de silicon; se autodenumea "Lebowski Thor" pe platou.[24] Thor trebuia inițial să revină la vechea formă "cizelată" la mijlocul filmului Sfârșitul jocului, dar Hemsworth a argumentat cu succes menținerea noului corp al lui Thor.[24]
- Scarlett Johansson în rolul Natashei Romanoff / Văduva Neagră: 
O spioană experimentată, membră a Răzbunătorilor și fost agent S.H.I.E.L.D.[25][8] La începutul filmului, Romanoff continuă să conducă câteva echipe din galaxie de la sediul Răzbunătorilor, abordare care, a explicat Joe Russo, a plecat de la autoînvinovățirea că Thanos nu putut fi oprit, spunând, "ea face orice se poate face pentru a menține comunitatea împreună...Încă este cea care stă de veghe."[26] În legătură cu dorința lui Romanoff de a se autosacrifica pentru ca Barton să obțină Piatra Sufletului pentru a aduce pe toată lumea înapoi, Joe Russo a spus că a fost parte a unei tematici mai mari ce abordează dorința de sacrificiu, comparată cu dorința de a proteja din Războiul Infinitului; el a spus, "Când ajungem la scena [cu Piatra Sufletului], cred că ea înțelege că singura cale prin care poate aduce comunitatea împreună este să se sacrifice."[26] McFeely a spus, "Călătoria ei, în mintea noastră, a ajuns la sfârșit odată ce Răzbunătorii sunt aduși înapoi. Ea are un istoric abuziv, teribil, în care oamenii erau spălați pe creier, deci când ajunge pe Vormir și ea are o șansă să își aducă înapoi familia, ei bine ăsta e un lucru pentru care s-ar târgui."[10] Pentru a se pregăti, Johansson a trecut printr-un regim de antrenamente de mare intensitate, care au inclus pliometrice, haltere olimpice și gimnastică, precum și o dietă bazată pe timp; toate sub supravegherea antrenorului său, Eric Johnson, cu care lucrează încă de la Iron Man 2 (2010), filmul care introduce personajul ei.[27]
- Jeremy Renner în rolul lui Clint Barton / Ochi de Șoim: 
Un arcaș maestru, Răzbunător și fost agent S.H.I.E.L.D.[28][29] După dispariția familie sale, Barton se transformă și își supranumele de Ronin.[28][29][30] McFeely descriere turnura întunecată a lui Barton ca "un bun exemplu de persoană care avea povești mult mai serioase după bătaia din degete a lui Thanos."[10] Începutul pesimist al filmului, care conține dezintegrarea familiei lui Barton, trebuia inițial să apară la finalul filmului Războiul Infinitului după ce Thanos bate din degete, cu toate acestea a fost mutată pentru Sfârșitul jocului, Markus explicând că "ar fi ameliorat brutalitea acțiunii lui [Thanos]."[10] Joe Russo a simțit că este "o scenă foarte tragică cu care să începi filmul. Este una dintre puținele scene din film la care îmi dau lacrimile atunci când o privesc, deoarece mă gândesc la familia mea...Și după te gândești la ce ți s-ar întâmpla ție, ca tată. Vei deveni foarte auto-distructiv.”[18]
- Don Cheadle în rolul lui James "Rhodey" Rhodes / Mașina de Război: 
Fost ofițer în Forțele Aeriene Americane și Răzbunător ce utilizează armura Mașinii de Război.[31] Cheadle a descris intrarea lui Rhodes în rândul Răzbunătorilor nu ca pe o "reglare a tirului, deoarece acum este și mai mult de partea Răzbunătorilor decât era înainte."[32] Asta se reflectă în perspectiva mai realistă și instinctivă a lui Rhodes în a întâlni fantasticul, Cheadle explicând, "Are cu siguranță atitudinea aia de 'ce naiba se întâmplă' poate mai mult decât o au ceilalți, având în vedere trecutul său. Dar este o probă prin foc și sabie, și se adaptează rapid în față oricărui inamic."[32]
- Paul Rudd în rolul lui Scott Lang / Omul-Furnică: 
Răzbunător și fost răufăcător de speță joasă ce dobândește un costum ce îi permite să se micșoreze sau să se mărească.[8] Lang este jucat de gemenii Bazlo și Loen LeClair ca bebeluș, de Jackson Dunn la vârsta de 12 ani, și de Lee Moore la vârsta de 93 de ani.[33] Aceasta a fost ultima apariție a lui Moore înainte de moartea sa.[34] Markus a explicat că adăugarea la poveste a lui Lang a ajutat cu implementarea ideii de călătorie în timp, spunând, "am avut acces la el în al doilea film, și faptul că el venea cu un întreg set de tehnologie ce avea legătură cu conceptul de timp a fost ca un cadou pentru noi."[35]
- Brie Larson în rolul lui Carol Danvers / Căpitanul Marvel: 
Răzbunător și fost pilot U.S. Air Force al cărei ADN a fost alterat în timpul unui accident, ceea ce i-a dat puteri supraomenești, energetice și de zbor.[36][37] Co-scenaristul Christopher Markus a spus că puterile lui Danvers sunt la un nivel ce nu a existat anterior în MCU și i-a asemănat personalitatea ei cu cea a lui Rogers', "aceea a unei persoane care are dreptate și știe că are dreptate și nu prea vrea să te asculte când le spui că se înșeală".[38] Larson și-a filmat partea pentru Sfârșitul jocului înainte de a începe lucrul la filmul ei solo Captain Marvel, lansat primul. Regizorii de la Captain Marvel, Anna Boden și Ryan Fleck, au fost prezenți la filmările ei pentru scenele din Sfârșitul jocului și i-au acordat binecuvântarea personajului.[39]
- Karen Gillan în rolul Nebulei: 
Răzbunător și fiica adoptivă a lui Thanos, crescută împreună cu Gamora.[40] După ce anterior a fost antagonist sau anti-erou în filmele MCU, Nebula trece printr-o izbăvire în film când se leapădă de acțiunile proprii din trecut și de fosta versiune a sa, Gillan adăugând, "[Ea] se holbează la fosta ea și este foarte clar de unde a plecat, acea persoană nervoasă și aspră și unde a ajuns acum. Ea începe să se reconecteze cu alte persoane și să găsească iertare."[41] Gillan a bănuit că Nebula va juca un rol important în film când a realizat că Războiul Infinitului și Sfârșitul jocului vor fi adaptate după The Infinity Gauntlet, pe care ea le citise anterior, atunci când a primit rolul Nebulei în Gardienii galaxiei (2014).[41] Gillan a avut câteva scene cu Downey la începutul filmului, pe care cei doi le-au improvizat împreună în mare parte.[41]
- Benedict Wong în rolul lui Wong: Maestru al Artelor Mistice ce primește misiunea de a proteja unele dintre cele mai valoroase cărți și relicve din Kamar-Taj.[42]
- Jon Favreau în rolul lui Harold "Happy" Hogan: Șeful securității din Stark Industries și fost șofer și gardă de corp a lui Tony Stark.[43]
- Danai Gurira în rolul lui Okoye: 
Răzbunător și tradiționalistă din Wakanda din Tribul de la Graniță, lidera Dora Milaje, forțelor speciale feminine din Wakanda și garda de corp a lui T'Challa.[44]
- Bradley Cooper în rolul lui Rachetă: 
Răzbunător și membru al Gardienilor Galaxiei; raton modificat genetic și mercenar, și maestru al armelor și tacticilor de luptă.[45] Sean Gunn l-a jucat din nou pe Rocket în timpul filmărilor, jocul actoricesc fiind referință pentru personaj.[46] Apariția lui Rocket continuă arcul narativ început de scenaristul-regizor de la Gardienii galaxiei și producătorul executiv de la Sfârșitul jocului, respectiv James Gunn în primele două filme Gardienii galaxiei, și continuat în Războiul Infinitului și Sfârșitul jocului, și care va fi conchis în Gardienii galaxiei Vol. 3.[47]
- Gwyneth Paltrow în rolul lui Virginia "Pepper" Potts: 
Soția lui Stark și CEO al Stark Industries,[43] ce posedă un exoschelet electric în film, propria variantă a costumului de Om de Fier, similar cu cel al personajului lui Rescue din benzile desenate.[48][49] Paltrow a spus că aceasta va fi ultima sa apariție în MCU.[50]
- Josh Brolin în rolul lui Thanos: 
Antagonistul suprem din lumea intergalactică, originar de pe planeta Titan care a colectat toate cele șase Pietre ale Infinitului pentru a altera realitatea după voia sa.[51][52] Joe Russo a spus că, după ce Thanos a învins în Răzbunătorii: Războiul Infinitului, el este acum "complet. A reușit. S-a retras."[53] Markus și McFeely au avut dificultăți în a-l aborda pe Thanos bâtrân și post-Războiul Infinitului de vreme ce personajul posedă deja Pietrele Infinitului, până când producătorul executiv Trinh Tran a sugerat ca Thanos să fie omorât în primul act.[10] Markus a explicat că moartea prematură a personajului a "întărit agenda lui Thanos. A terminat...era la modul, 'Dacă trebuie să mor, pot să mor acum.'"[10] Thanos a avut mai puțin timp pe ecran în Sfârșitul jocului decât în Războiul Infinitului, acolo unde a fost considerat personaj principal, după cum a fost explicat de McFeely: “A trebuit să ne dăm permisiunea de a-i retrage lui Thanos câteva din atribuții. Nu cred că cineva ar spune după prima jumătate a filmului, 'Oh mi-aș dori să existe un antagonist'. Te aventurezi în pierderi și cursa contra-timp, și crezi că este lupta dintre Răzbunători și natură." Tânărul Thanos a primit porecla de "Thanos Războinicul" de către realizatori.[18] Pe lângă vocea furnizată pentru Thanos, Brolin a fost folosit și pentru motion capture-ul de pe platou.[54]

Anumiți actori ce au murit în timpul evenimentelor din Războiul Infinitului își reiau rolurile în Sfârșitul jocului, inclusiv Benedict Cumberbatch în rolul lui Dr. Stephen Strange, Chadwick Boseman în rolul lui T'Challa / Black Panther, Tom Holland în rolul lui Peter Parker / Spider-Man, Zoe Saldana în rolul Gamorei, Evangeline Lilly în rolul lui Hope van Dyne / Wasp, Elizabeth Olsen în rolul Wandei Maximoff / Scarlet Witch, Anthony Mackie în rolul lui Sam Wilson / Falcon, Sebastian Stan în rolul lui Bucky Barnes / Winter Soldier, Tom Hiddleston în rolul lui Loki, Pom Klementieff în rolul lui Mantis, Dave Bautista în rolul lui Drax the Destroyer, Letitia Wright în rolul lui Shuri, Michael Douglas în rolul lui Hank Pym, Michelle Pfeiffer în rolul lui Janet van Dyne, Cobie Smulders în rolul Mariei Hill, Linda Cardellini în rolul Laurei Barton, Tom Vaughan-Lawlor în rolul lui Ebony Maw, Vin Diesel în rolul lui Groot, Chris Pratt în rolul lui Peter Quill / Star-Lord, Samuel L. Jackson în rolul lui Nick Fury, Michael James Shaw în rolul lui Corvus Glaive, și Terry Notary în rolul lui Cull Obsidian. Monique Ganderton furnizează înfățișarea pentru Proxima Midnight, furnizată anterior de Carrie Coon.
Actori care își reiau rolurile din filmele MCU anterioare sunt Tessa Thompson în rolul lui Valkyrie, Rene Russo în rolul lui Frigga, John Slattery în rolul lui Howard Stark, Tilda Swinton în rolul lui Ancient One, Hayley Atwell în rolul lui Peggy Carter, Marisa Tomei în rolul lui May Parker, Taika Waititi în rolul lui Korg, Angela Bassett în rolul Ramondei, William Hurt în rolul lui Thaddeus Ross, Winston Duke în rolul lui M'Baku, Maximiliano Hernández în rolul lui Jasper Sitwell, Frank Grillo în rolul lui Brock Rumlow, Jacob Batalon în rolul lui Ned, Robert Redford în rolul lui Alexander Pierce, Ross Marquand în rolul lui Red Skull,, Kerry Condon în rolul vocii I.A. din costumul lui Stark F.R.I.D.A.Y, Callan Mulvey în rolul lui Jack Rollins și Ty Simpkins în rolul lui Harley Keener. Natalie Portman apare ca Jane Foster prin material nefolosit din Thor: Întunericul și cu o voce nouă înregistrată de Portman pentru momentul în care Foster vorbește de la distanță. James D'Arcy reia rolul lui Edwin Jarvis din serialul MCU Agent Carter, fiind prima oară când un personaj dintr-un serial MCU apare într-un film MCU.
În plus, Hiroyuki Sanada îl joacă pe Akihiko, un șef Yakuza din Tokyo și adversar al lui Barton. Lexi Rabe o joacă pe Morgan Stark, fiica lui Tony și a lui Pepper. Emma Fuhrmann o joacă pe Cassie Lang din prezent, fiica lui Scott. Co-creatorul Răzbunătorilor, Stan Lee, are o apariție cameo postumă în film, apărând întinerit digital ca un șofer din 1970; aceasta este apariția sa cameo finală din film. Doi dintre actorii din serialul Community, Ken Jeong și Yvette Nicole Brown, au apariții cameo în rolul de paznic și agent S.H.I.E.L.D., respectiv. Co-regizorul Joe Russo are o apariție cameo ca o persoană ce jelește la pierderea subită a unei persoane dragi, fiind prima oară când o persoană homosexuală apare într-un film MCU. Fiicele lui Joe, Ava și Lia, le joacă pe fiica lui Barton, Lila și o fată fană a lui Hulk. Creatorul lui Thanos, Jim Starlin, apare ca un om ce jelește. Personajul Howard the Duck apare într-un rol cameo fără replici.

## Producția
În octombrie 2014, Marvel a anunțat o continuare de două părți la Răzbunătorii: Sub semnul lui Ultron, intitulată Răzbunătorii: Războiul Infinitului. Partea 1 era programată să se lanseze pe 4 mai 2018, iar Partea 2 pe 3 mai 2019. În aprilie 2015, Marvel a anunțat că Anthony și Joe Russo vor regiza ambele părți ale filmului Răzbunătorii: Războiul Infinitului, fiind de așteptat ca producția să înceapă concomitent în 2016. În aceeași lună, Kevin Feige a spus că filmele Războiul Infinitului vor fi împărțite în două pelicule separate „deoarece [au] multe elemente comune, apropiate... ca să [rezumăm] în acest fel. Dar nu le-aș numi o poveste împărțită în două. Aș spune că vor fi două filme distincte. În mai 2015, Christopher Markus și Stephen McFeely au semnat pentru a scrie scenariile ambelor părți ale filmului, iar în aceeași lună, frații Russo au dezvăluit că vor redenumi cele două filme pentru a evita neînțelegerile că acesta este un film împărțit în două părți, Joe spunând că, „Intenționăm să schimbăm [titlurile], dar încă nu ne-am gândit la nume.” Feige și frații Russo au spus că titlul nu este dezvăluit deoarece ar furniza detalii despre povestea acestui film și cea din Războiul Infinitului.
Filmările principale au început pe 10 august 2017, sub titlul de lucru Mary Lou 2, la Studiourile Pinewood Atlanta din Fayette County, Georgia, operator fiind Trent Opaloch. Acest film, împreună cu Războiul Infinitului, au fost filmate folosind aparate IMAX/Arri 2D, deci aceasta este prima dată când un film blockbuster de la Hollywood a fost turnat folosind doar aparate digitale IMAX. Filmări au mai avut loc și în zona The Gulch din Atlanta, aproape de stația Five Points MARTA și la Piedmont Park. Feige a explicat că, inițial, filmările trebuiau să aibă loc concomitent, dar au fost, într-un final, turnate într-o producție de tip back-to-back, de vreme ce "A devenit prea complicat să le încrucișăm în felul ăsta, ca să ne dăm seama ulterior că am ajuns de unde am plecat. Voiam să fim concentrați și să turnăm un film, după care să fim din nou concentrați și să turnăm un alt film." Anthony Russo a simțit, inițial, că ar fi mai avantajos din punct de vedere financiar și logistic ca filmele să fie turnate concomitent, având în vedere numărul mare al distribuției, cu toate că fiecare parte e ca un film în sine, și a spus că "în anumite zile turnam primul film, iar în alte zile turnam al doilea film. Un salt înainte și înapoi." Producția s-a încheiat pe 11 ianuarie 2018,  cu toate că filmări ulterioare au avut loc și în localitățile Dutchess și Ulster din New York în iunie 2018. Refilmările au început pe 7 septembrie 2018, și s-au încheiat pe 12 octombrie 2018. Mai multe refilmări au avut loc și în ianuarie 2019. Evans și Hemsworth au câștigat fiecare câte 15 milioane $ pentru film.
Pe 7 decembrie 2018, odată cu lansarea primului trailer al filmului, titlul s-a dovedit a fi Răzbunatorii: Sfârșitul jocului, iar data de lansare a fost stabilită pentru 26 aprilie 2019. Efectele speciale vizuale au fost create de Industrial Light & Magic, Weta Digital, DNEG, Framestore, Cinesite, Digital Domain, Rise, Lola VFX, Cantina Creative, Capital T, Technicolor VFX, și Territory Studio. La fel ca și în cazul filmelor MCU anterioare, Lola a lucrat din nou la secvențele de întinerire. Pentru secvențele din New Jersey-ul anilor '70 cu un Hank Pym tânăr au fost folosite cadre ajutătoare cu Michael Douglas din serialul The Streets of San Francisco. Jeffrey Ford și Matthew Schmidt au fost cei care au montat filmul.

## Muzica

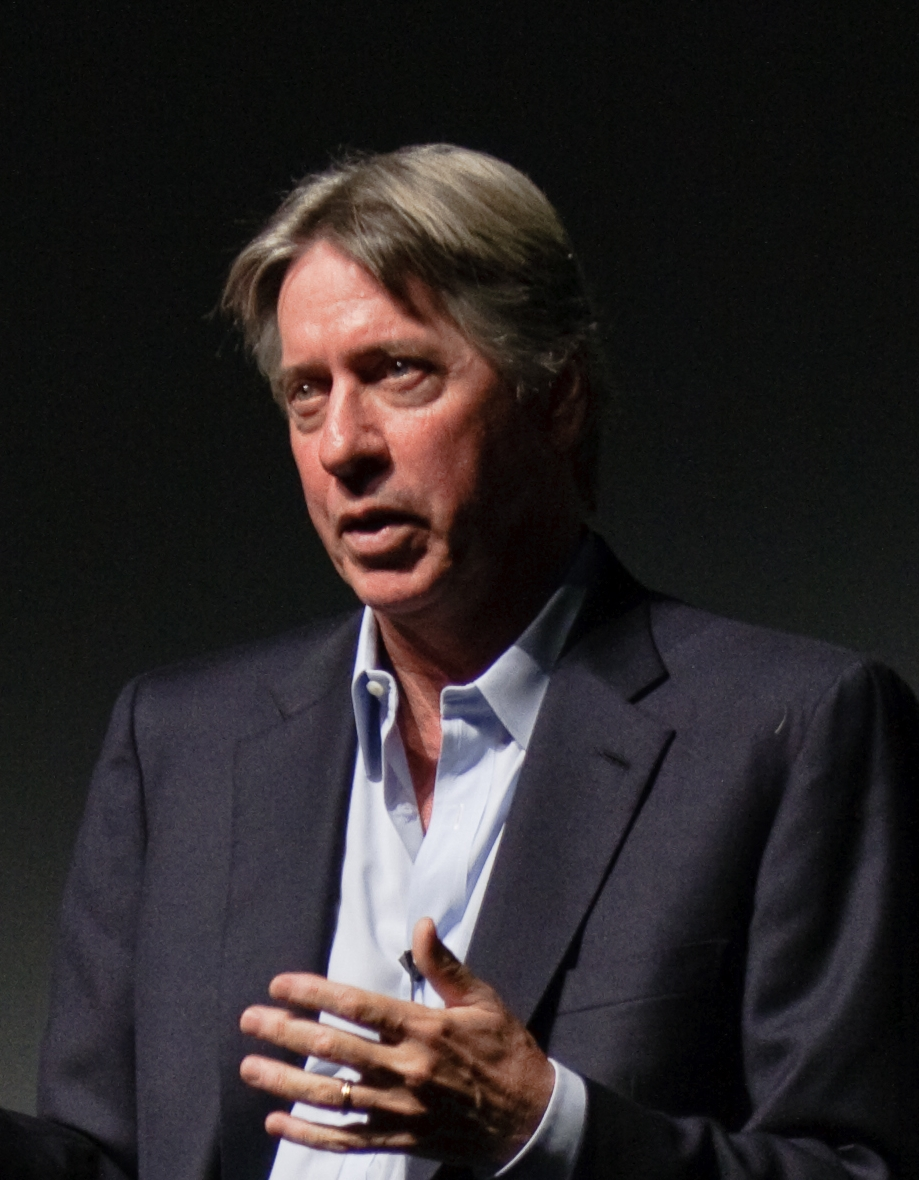
Alan Silvestri, compozitorul muzicii filmului.

În iunie 2016, Alan Silvestri, cel care a compus coloana sonoră pentru The Avengers, a fost dezvăluit ca fiind cel care o va compune și pentru Războiul Infinitului și Sfârșitul jocului . Frații Russo au început să lucreze cu Silvestri pentru coloana sonoră de la Sfârșitul jocului în noiembrie 2018, iar aceasta a fost terminată în martie 2019. Silvestri a descris muzica ca fiind cea mai versatilă din toată seria, având "percuții răsunătoare și alame puternice" pentru secvențele de acțiune, dar și muzică minimalistă și jazz pentru Ant-Man și spațiul cuantic. Silvestri folosește material din filmele Răzbunătorii anterioare și din Captain America: Primul Răzbunător, precum și material scris pentru Thanos și Pietrele Infinitului din Războiul Infinitului. El a considerat muzica scrisă pentru finalul poveștii Căpitanului America amară, de vreme ce "a fost cu el în această călătorie încă de la început". Coloana sonoră a filmului folosește elemente din tematica Ant-Man a lui Christophe Beck, din cea a lui Michael Giacchino pentru tematica lui Doctor Strange, și din cea a lui Pinar Toprak pentru tematica lui Captain Marvel. În plus, sunt folosite piesele "Come and Get Your Love" a formației Redbone și "It's Been a Long, Long Time" a lui Jule Styne și Sammy Cahn, după ce au fost folosite anterior pentru Gardienii Galaxiei și, respectiv, Captain America: Soldatul Iernii. Albumul coloanei sonore al lui Silvestri a fost lansat digital de Hollywood Records pe 26 aprilie 2019, cu o lansare fizică pe 24 mai.
Un videoclip pentru piesa "Portals", compusă pentru scena în care Doctor Strange și Wong adună întăririle pentru Răzbunători în lupta finală contra lui Thanos, a fost lansat pe 13 iunie.

## Promovare
Campania de promovare pentru Sfârșitul jocului este cea mai mare dintre toate filmele produse de Marvel Studios, depășind 200 de milioane $ și surclasând campania de 150 de milioane $ de la Războiul Infinitului. Printre partenerii promoționali s-a numărat Stand Up to Cancer, Mastercard, Ulta Beauty, autovehiculul-concept Audi e-tron GT (care apare și în film), McDonald's, GEICO, Coca-Cola, Google, General Mills, Hertz, Ziploc, Oppo, și Synchrony Financial.
Cu un an înainte de lansarea filmului, Germain Lussier de la io9 a vorbit despre abordarea pe care Marvel o poate avea în promovarea filmului, având în vedere finalul de la Războiul Infinitului, în care multe personaje stabilite mor. El s-a întrebat dacă acele personaje vor apărea pe afișe și în campaniile de jucării și dacă actorii ce joacă personajele respective vor participa la întâlnirile cu presa înainte de premiera filmului. Lussier a simțit că Disney și Marvel s-ar putea concentra pe membrii inițiali ai Răzbunătorilor, care fac majoritatea personajelor în viață, dar a notat că va fi mai benefic să arate întoarcerea personajelor moarte, ceea ce va duce la "construirea unui mister și o curiozitate în legătură cu cum s-au întors. Ar crea un nou nivel de interes pentru film în timp ce ar avea toate personajele în centrul atenției, așa cum ar trebui să fie".
În iunie 2018, Feige a vorbit despre asta, spunând că aceste personaje moarte nu vor fi în nicio campanie de promovare a filmului, cu toate că această decizie se poate schimba. El a prezentat un material din culise la CineEurope, și a spus că campania oficială de promovare a filmului va începe la sfârșitul anului 2018, odată cu anunțarea titlului filmului. În decembrie 2018, înainte de lansarea primului trailer, Graeme McMillan de la The Hollywood Reporter a vorbit despre "nerăbdarea febrilă" din jurul trailerului. McMillan a simțit că, ceea ce este atât de remarcabil în legătură cu nerăbdarea, a fost că, în mare parte este "creată de fani, fără vreo intervenție notabilă din partea lui Marvel sau a producătorilor implicați" și că cantitatea de informație despre film fără niciun fel de promovare a fost "un tip de conștientizare de brand pe care majoritatea studiourilor îl râvnesc". Din această cauză, McMillan a îndemnat Marvel să nu lanseze niciun trailer pentru film de vreme ce "nivelul avansat de entuziasm care este deja pentru film... este probabil să crească și mai mult în vreme ce ne apropiem" de lansarea filmului. Cu acestea spuse, el a adăugat că lansarea eventuală a trailerului ar elimina statusul de film à la "pisica lui Schrödinger...de care se bucură momentan" de vreme ce "aproape garantat ar dezamăgi fanii, care până în acest moment și-ar face propriile trailere în cap, cu orice fel de momente pe care ei le-ar considera spectaculoase".
Primul trailer al filmului a fost lansat pe 7 decembrie 2018. Dustin Sandoval, vicepreședintele diviziei de promovare digitală a Marvel Studios, a spus că echipa de marketing "a făcut activ alegerea de a nu include titlul sau hashtag-ul filmului în postările cu trailer-ul pentru ca fanii să se poate uita până la final fără a vedea vreun spoiler". Richard Newby, și el de la The Hollywood Reporter a simțit că, cu toate că nu a fost arătat prea mult în trailer, "oferă o privire sumbră a unui univers de nerecunoscut" și îl lasă pe spectator "calm și în continuare cu întrebările din Războiul Infinitului". Newby a spus și că trailerul "face aluzie la începuturile MCU... [de vreme ce] limba vizuală folosită în trailer scoate în evidență începuturile acelor personaje", și conchide că lasă spectatorii cu "tot atâtea întrebări câte aveau și înainte". Austen Goslin de la Polygon a spus că titlul nu face referire doar la replica lui Doctor Strange către Tony Stark în Războiul Infinitului, dar și la o replică a lui Stark din Răzbunătorii: Sub semnul lui Ultron. Goslin, care a simțit că acesta "probabil [nu] este un accident", a spus că, "Scena din jurul replicii din Sub semnul lui Ultron este una dintre cele mai importante din film. Lucrurile arată rău, iar un grup de eroi sunt față-în-față cu un antagonist pe care nu cred că îl pot învinge." Deci, trailerul de la Sfârșitul jocului "ilustrează perfect asta" și "îi arată pe cei doi Răzbunători principali așa cum sunt ei dintotdeauna: Omul de Fier, un pesimist care continuă lupta indiferent de cât de rău arată lucrurile, și Captain America, un optimist care crede că nimic nu este fără speranță atât timp cât eroii lumii luptă împreună". Trailerul a fost vizionat de peste 289 milioane de ori în primele 24 de ore, devenind cel mai vizionat trailer pe această perioadă de timp, surclasând recordul lui Răzbunătorii: Războiul Infinitului (230 milioane de vizionări). Trailerul a setat și un record pentru conversațiile de pe Twitter pentru un trailer de film în primele 24 de ore, generând 549.000 de mențiuni. Până la 3 ianuarie 2019, BoxOffice a dezvăluit că serviciul de măsurare "Trailer Impact" indica că aproximativ 77–78% dintre persoanele chestionate și care au văzut trailerul de la Sfârșitul jocului în ultimele trei săptămâni și-au exprimat interesul în a viziona filmul.
Al doilea trailer al filmului, împreună cu afișul cinematografic, a fost lansat pe 14 martie 2019. Afișul, ce conținea 13 personaje, avea 12 actori listați de top, singura exclusă fiind Danai Gurira. În ciuda prezenței numelui lui Gurira în partea de jos a afișului, împreună cu Benedict Wong, Jon Favreau, și Gwyneth Paltrow (niciunul dintre ei neapărând pe afiș), excluderea ei a atras critici din partea fanilor. Petrana Radulovic de la Polygon a notat cum menționarea unui actor pe afiș este "un proces complex" și că "omiterea lui Gurira a fost mai puțin o decizie voită și mai mult o decizie ce a implicat agenți, salarii și așteptări din partea actorului." Cu toate acestea, ulterior, Marvel Studios a lansat un afiș actualizat cu numele lui Gurira pe el. Al doilea trailer a fost vizionat de peste 268 milioane de ori în primele 24 de ore, devenind al doilea cel mai vizonat trailer pe această perioadă de timp, în spatele primului trailer al filmului.

## Lansare

### În cinematografe
Răzbunătorii: Sfârșitul jocului a avut premiera mondială la Los Angeles Convention Center pe 22 aprilie 2019. Disney a transformat centrul de convenții Hall K pentru premieră, lucrând cu Dolby și QSC Audio pentru a instala un ecran cu o diagonală de 21 m, proiectoare Dolby Vision și un sistem de sunet Dolby Atmos. Centrul de convenții a găzduit și covorul roșu și petrecerea ulterioară. A fost lansat în China, Australia, și alte părți din Asia și Europa pe 24 aprilie 2019, în Regatul Unit pe 25 aprilie, și în Statele Unite și India pe 26 aprilie,  și în Rusia pe 29 aprilie în IMAX și 3D. Era inițial plănuit să fie lansat în Statele Unite pe 3 mai 2019. Radio Europa Liberă a anunțat că guvernul rus a ordonat ca premiera domestică a filmului să fie amânată pentru a fi promovate filmele autohtone.
După lansarea primului trailer al filmului Spider-Man: Far From Home de pe 6 mai 2019, Marvel a început să-l prezinte la sfârșitul ecranizărilor de la Sfârșitul jocului, cu un mesaj din partea protagonistului Tom Holland, anunțând spectatorii să rămână până la finalul filmului pentru a-l vedea.
În iunie 2019, Feige a confirmat că Răzbunătorii: Sfârșitul jocului va fi relansat în cinematografe într-o nouă variantă cu șapte minute în plus de material post-credite, neincluse în lansarea inițială, în care este inclus și un tribut pentru Stan Lee. Relansarea a început pe 28 iunie în Statele Unite, filmul fiind reintrodus în 1.040 de cinematografe adiționale.

### Home media
Răzbunătorii: Sfârșitul jocului a fost lansat în SUA sub formă de descărcare digitală de Walt Disney Studios Home Entertainment începând cu 30 iulie 2019, și pe Ultra HD Blu-ray, Blu-ray, și DVD începând cu 13 august. Filmul a fost lansat pe Digital HD și Blu-ray pe 2 septembrie 2019 în Regatul Unit. Va fi disponibil pentru streaming exclusiv pe platforma Disney+ începând cu 12 noiembrie 2019. Lansările pentru digital și Blu-ray vor include scene behind-the-scenes, comentarii audio, scene eliminate, material blooper și un bonus numit Steve and Peggy: One Last Dance care prezintă relația dintre Steve Rogers și Peggy Carter în cadrul MCU.

## Primire

### Încasări
Răzbunătorii: Sfârșitul jocului a încasat 858,4 milioane $ în Statele Unite și Canada și 1,941 miliarde $ în restul teritoriilor, pentru un total internațional de 2,8 miliarde $. Este filmul cu cele mai mari încasări din toate timpurile, al doilea film cu cele mai mari încasări din Statele Unite și Canada și al cincilea film cu cele mai mari încasări din toate timpurile ajustat ratei inflației. 
Filmul a încasat în weekendul de deschidere peste 1,2 miliarde $, fiind cea mai profitabilă deschidere din toate timpurile și una aproape dublă față de cea de 640,5 milioane $ de la Războiul Infinitului. A fost filmul care a ajuns în cel mai scurt timp la pragurile de 1 miliard și 1,5 miliarde $, într-un timp de 5, respectiv 8 zile (mai puțin de jumătate din timpul ce a fost necesar la Războiul Infinitului). Deadline Hollywood a estimat că filmul își va scoate banii la doar cinci zile după lansare, ceea ce este "ceva nemaiîntâlnit pentru un studio cinematografic major". Site-ul web a estimat că profitul din încasările filmului va fi de 600–650 milioane $, luând în calcul bugetul de producție, P&A, participarea actorilor și alte costuri, profit calculat în funcție de încasările din cinematografe și de banii veniți din lansările ulterioare pentru DVD și Blu-ray. Pe 4 mai, încasările filmului au întrecut întreaga sumă obținută de Războiul Infinitului și a devenit filmul care a trecut cel mai repede pragul de 2 miliarde $ internațional, mai exact în 11 zile (surclasând cele 47 de zile de la Avatar). A devenit al cincilea film care a depășit pragul de 2 miliarde $ (după Avatar, Titanic, Războiul stelelor - Episodul VII: Trezirea Forței și Războiul Infinitului) și al doilea film din istorie care a depășit pragul de 2,5 miliarde $, într-un timp record de doar 20 zile, doborând perioada de 72 zile de la Avatar.

#### Recordurile precomenzilor de bilete
La sfârșitul lunii decembrie 2018, Sfârșitul jocului a fost numit al doilea cel mai anticipat film al anului 2019 de către IMDb, în spatele lui Captain Marvel, cel mai anticipat film blockbuster din 2019, conform serviciului Fandango, și cel mai anticipat film per general, conform Atom Tickets.
Din cauza cererii mari de precomenzi atunci când biletele au devenit disponibile în SUA pe 2 aprilie 2019, clienții de pe Atom Tickets și Fandango au întâmpinat timpuri lungi de așteptare și întârzieri de sistem, în timp ce site-ul web și aplicația AMC Theatres au fost complet indisponibile timp de câteva ore. În aceeași zi, Fandango a anunțat că filmul a devenit cel mai precomandat în primele 24 de ore, surclasând recordul stabilit anterior de Războiul stelelor - Episodul VII: Trezirea Forței în doar șase ore. Atom a spus și că filmul a devenit cel mai bine vândut film al site-ului din prima zi (surclasând Aquaman de patru ori), iar Regal Cinemas a raportat că Sfârșitul jocului a vândut mai multe bilete în primele opt ore decât Războiul Infinitului în prima săptămână. Filmul a încasat aproximativ 120–140 milioane $ numai din precomenzi. Cu o zi înainte de premiera filmului, Fandango a anunțat că este cel mai precomandat film din toate timpurile, surclasând Trezirea Forței, cu peste 8.000 de ecranizări cu casa închisă în cinematografele din Statele Unite.
În India, filmul a vândut peste un milion de bilete în doar o zi pentru ecranizările în limbile engleză, hindi, tamil și telugu; 18 bilete erau vândute în fiecare secundă. În China, precomenzile de bilete au devenit disponibile pe 12 aprilie și s-au vândut peste 1 milion de bilete în doar șase ore, surclasând cele 24 ore necesare lui Războiul Infinitului, și a obținut 114,5 milioane $ (770 milioane de yuani) doar din precomenzi.

#### Statele Unite și Canada

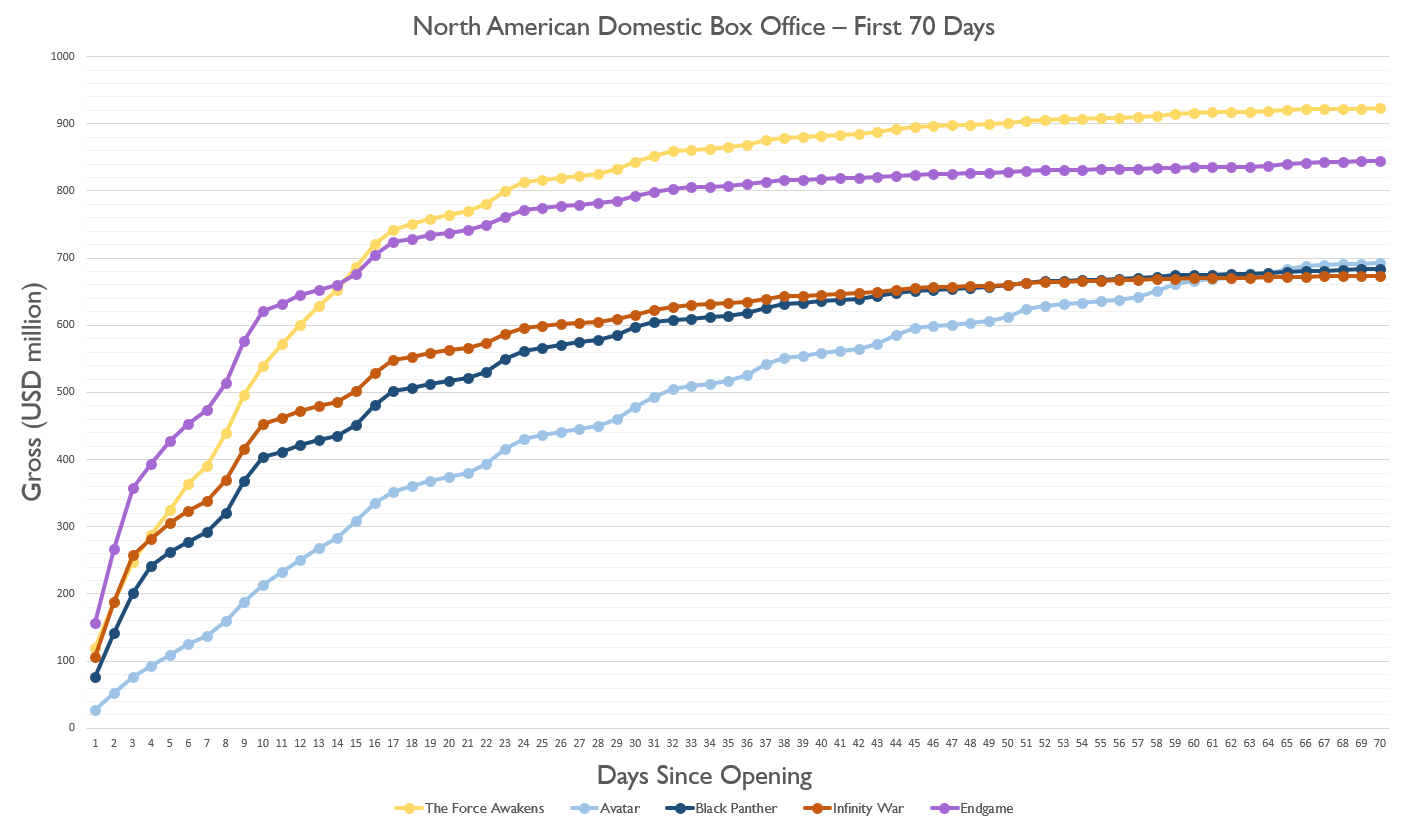
Graficul încasărilor din America de Nord pentru Răzbunătorii: Sfârșitul jocului comparat cu filmele cu cele mai mari încasări de pe această piață.

Pe 4 aprilie, jucătorii din industrie au preconizat că filmul va încasa între 200–250 milioane $ pe plan domestic în timpul weekendului de deschidere, cu toate că unii se așteptau la un debut mai mare, de 260–300 milioane $. În săptămâna lansării, estimările domestice au crescut la 260–270 milioane $, unii încă sugerând debutul de 300 milioane $. Filmul a fost ecranizat în 4.662 de cinematografe, 410 dintre ele fiind IMAX; este cea mai largă lansare din toate timpurile, surclasând recordul stabilit de Sunt un mic ticălos 3 (4.529 de cinematografe). Răzbunătorii: Sfârșitul jocului a încasat 357,1 milioane $ în weekendul de deschidere, doborând recordul de la  Războiul Infinitului cu aproape 100 milioane $. A stabilit recorduri și pentru ziua de vineri (157,5 milioane $, inclusiv cele 60 milioane $ din ecranizările de joi seară), sâmbătă (109,3 milioane $) și duminică (90,4 milioane $), dar și pentru faptul că a încasat (ca un singur film) mai mult decât filmele anterioare la un loc (314 milioane $). Filmul a încasat 36,9 milioane $ în ziua de luni și 33,1 milioane $ în ziua de marți, ambele zile clasând filmul pe locul trei în clasamentul tuturor timpurilor. În al doilea weekend a încasat 147,4 milioane $ (al doilea cel mai bun weekend secund din toate timpurile) pentru un total de 10 zile de 621,3 milioane $. A fost filmul care a depășit în cel mai scurt timp pragul de 600 milioane $, întrecând recordul de 12 zile al filmului Trezirea Forței și cele 26 de zile ale filmului Războiul Infinitului. În a treia săptămână, filmul a încasat 64,8 milioane $, al patrulea cel mai bun weekend 3 din toate timpurile. A trecut pragul de 700 milioane $ în 16 zile, fiind la egalitate cu Trezirea Forței. Sfârșitul jocului a fost, într-un final, detronat în al patrulea weekend de la lansare de nou-venitul John Wick: Chapter 3 – Parabellum, dar, cu toate acestea, cele 29,3 milioane $ câștigate în weekendul respectiv au fost suficiente pentru a surclasa Avatar și a se stabili pe poziția secundă în ierarhia celor mai profitabile filme pe plan domestic din toate timpurile. A obținut 17,2 milioane $ în următorul weekend (și un total de 22,3 milioane $ în timpul perioadei de 4 zile de Ziua Memorială), întrecând pragul de 800 milioane $ pe plan domestic. După relansarea ce a avut loc în al zecelea weekend, filmul a rulat în 1.040 de cinematografe și a încasat 6,1 milioane $, o creștere cu 207% față de weekendul anterior. În al treisprezecelea weekend, filmul a încasat 1,2 milioane $, sumă ce i-a adus prima poziție în clasamentul filmelor cu cele mai mari încasări din toate timpurile, surclasând Avatar, și a contribuit la un total domestic de 854,2 milioane $.

#### Restul teritoriilor
Internațional, a fost preconizat că Sfârșitul jocului va încasa 680 milioane $ în primele cinci zile pentru un debut global de 850–950 milioane $. Inițial, a fost preconizat că filmul va încasa 250–280 milioane $ în China în weekendul de deschidere, dar a încasat o sumă-record de 107,5 milioane $ (719 milioane yuani) în țară în prima zi, inclusiv 28,2 milioane $ (189 milioane yuani) din ecranizările de la miezul nopții, 3 și 6 dimineața, întrecând recordul stabilit anterior de Furios și iute 8 (9,1 milioane $). Din cauza acestui record și a promovării pe cale verbală (dar și cu ratingurile de 9,1 și 9,3 de pe site-urile locale Douban și Maoyan), estimările au crescut la 300 milioane $. Per total, filmul a încasat 169 milioane $ în prima zi în țările internaționale, fiind cel mai ridicat total din toate timpurile. Cele mai profitabile piețe după China au fost India (9 milioane $), Coreea de Sud (8,4 milioane $; cele mai mari încasări într-o singură zi de non-sărbătoare din toate timpurile), Australia (7,1 milioane $), Franța (6 milioane $) și Italia (5,8 milioane $). Ca și în cazul regiunii nord-americane, filmul a excelat și internațional și a debutat cu 866,5 milioane $. Nu doar că a fost cea mai mare sumă câștigată internațional, dar este mai mare și decât deschiderea de 640 milioane $ de la Războiul Infinitului. Cele mai profitabile piețe (pentru fiecare stabilind recordul de cea mai bună deschidere), au fost China (330,5 milioane $; 2,22 miliarde yuani), Regatul Unit (53,8 milioane $), Coreea de Sud (47,4 milioane $), Mexic (33,1 milioane $), Australia (30,8 milioane $), Brazilia (26 milioane $), Spania (13,3 milioane $), Japonia (13 milioane $) și Vietnam (10 milioane $). A încasat 21,6 milioane $ în primele patru zile de la lansare în Rusia, după ce guvernul rus a amânat premiera filmului.
În prima săptămână, cele mai profitabile piețe internaționale au fost China (459,4 milioane $), Regatul Unit (68,2 milioane $), Coreea de Sud (60,3 milioane $), Mexic (48,6 milioane $), și India (40,9 milioane $). La o săptămână după lansare, a devenit cel mai profitabil  film străin din China și India. În a două săptămână după lansare, filmul a ajuns la 1,569 miliarde $ din piețele internaționale, întrecând Titanic și ajungând pe locul doi în ierarhia filmelor cu cele mai mari încasări din toate timpurile în restul teritoriilor.
Până la 25 august 2019, cele mai profitabile piețe internaționale ale filmului sunt China (614 milioane $), Regatul Unit (115 milioane $), Coreea de Sud (105 milioane $), Brazilia ($85 milioane $), și Mexic (77 milioane $).

### Reacția criticii
Pe site-ul Rotten Tomatoes, filmul are un rating de 94% bazat pe 486 de recenzii, cu o notă în medie de 8,3/10. Concluzia de pe site este, "Incitant, distractiv și emoțional, Răzbunătorii: Sfârșitul jocului face tot ceea ce este necesar pentru a livra un final satisfăcător la epica Sagă a Infinitului a celor de la Marvel." Pe Metacritic, filmul are un scor de 78 din 100 bazat pe 57 de critici, indicând "recenzii majoritar favorabile". Publicul chestionat de CinemaScore i-a acordat filmului nota "A+", al treilea film Marvel cu această notă după Răzbunătorii și Pantera neagră, în timp ce PostTrak i-a acordat 5 din 5 stele și un rating "de recomandat" - 85%.
Scriind pentru NPR, Glen Weldon i-a acordat filmului o recenzie pozitivă și a găsit filmul ca fiind o continuare demnă precum predecesorul său, spunând, "Decizia fraților Russo de a rămâne aproape de experiențele Răzbunătorilor rămași se dovedește a fi una merituoasă, de vreme ce au construit expres filmul ca o etapă extinsă și victorioasă pentru universul MCU vast. Ai un personaj preferat din orice film Marvel din ultimul deceniu, oricât de obscur ar fi el? Pregătește-te să fi mulțumit, fanule." Peter Travers, scriind pentru revista Rolling Stone i-a acordat filmului 4 din 5 stele, spunând "Nu e nevoie să glumești pe seama intrigii clișeice cu călătoria în timp — filmul este gata, dornic și abil să realizeze un Înapoi în viitor plin de striații." Peter Debruge de la Variety a scris, "După descinderea în forță de la Războiul Infinitului, frații Russo livrează o continuare de trei ore specială pentru fani, recompensând fidelitatea fanilor MCU. J.R. Kinnard de la PopMatters a scris "Producția de filme cu buget mare nu poate fi mai bună decât atât." Todd McCarthy de laThe Hollywood Reporter a spus, "[C]e vine cel mai în forță aici, puțin ciudat pentru un film cu efecte speciale și inspirat din benzile desenate, este jocul personajelor, în special pentru Downey, Ruffalo, Evans, Hemsworth, Brolin și Paul Rudd". Richard Roeper, scriind pentru Chicago Sun-Times, i-a acordat filmului o notă de 4 stele și l-a numit "campionul necontestat [al MCU] când vine vorba de partea emoțională". Roeper a continuat cu "scenariul amuzant, echilibrat, isteț și de expert al lui Christopher Markus și Stephen McFeely, regia proaspătă a lui Anthony Russo și Joe Russo..., și performanțele stelare [ale distribuției]."
A. O. Scott de la The New York Times i-a acordat filmului o recenzie favorabilă dar rezervată, spunând, "Sfârșitul jocului livrează un final adecvat și un obiectiv al unui afaceri care a realizat cum să fie destul de bun pentru destui oameni destul timp. Nu este clar sfârșitul, dar un lucru e sigur: Disney și Marvel lucrează în continuare la ecuația timp-bani. Dar frații Russo aduc sens finalului, o șansă de a aprecia ceea ce a fost realizat până acum și până ce o luăm din nou de la capăt și ne întoarcem toți la treabă." Justin Chang de la Los Angeles Times a scris că "Răzbunătorii: Sfârșitul jocului obține și își merită simțul de climax, chiar dacă nu se simte mereu ca un catharsis real".
Unii au observat filmul ca o îmbunătățire notabilă față de filmul anterior, Răzbunătorii: Războiul Infinitului, precum Brian Tallerico de la RogerEbert.com, care a spus că Sfârșitul jocului este un "film mai răbdător și concentrat [decât Războiul Infinitului], chiar dacă intriga se inspiră din elementele filmelor anterioare." Matt Zoller Seitz, și el de la RogerEbert.com, i-a acordat filmului o evaluare pozitivă în comparație cu Războiul Infinitului, pe care l-a considerat "prea aglomerat, grăbit și lung". Seitz a spus că Sfârșitul jocului este "o experiență satisfăcătoare și sinceră", împreună cu "surprinzător de relaxat, condus de personaje, conștient de sine, dar o comedie sinceră [timp de] două treimi [din film]. Majoritatea scenariului sugerează un film cu supereroi regizat de Richard Linklater".
Richard Brody, scriind pentru The New Yorker, i-a acordat filmului o recenzie negativă, spunând că actoria bună nu a fost completată de abilitățile comparabile ale regizorilor. El a spus: "Frații Russo nu au simțul plăcerii vizuale, al frumuseții, metaforei sau aptitudini de textură și compoziție; vanitatea lor de spectacol se reflectă doar în mărime, iar de aceea cele mai bune momente ale lor sunt cele tăcute și dramatice". Anthony Lane de la The New Yorker i-a acordat filmului o recenzie compromițătoare, găsindu-l supradezvoltat și suprafasonat, spunând: "Singurul lucru pe care trebuie să-l știi despre Răzbunătorii: Sfârșitul jocului este că durează puțin peste trei ore, și că poți să te eschivezi ușor după intrigă, să faci niște cumpărători și să te întorci pe scaunul tău pentru momentul culminant. Nu o să ratezi nimic."
Joe Morgenstern de la The Wall Street Journal a recunoscut realizarea unică pe care Răzbunătorii: Sfârșitul jocului a îndeplinit-o ca și concluzie a Infinity Saga:
"Când bătălia finală de la sfârșitul [filmului] Răzbunătorii: Sfârșitul jocului sosește pe ecran, este inevitabil masivă—fiecare personaj Marvel din ultimul deceniu la care ai putea să te gândești apare pentru un ultim asalt asupra maleficilor cosmici—dar și emoționantă în același timp, și urmată de un deznodământ delicat. Atâtea povești. Atâtea aventuri. Atâtea lucruri de încheiat înainte de debutul următorului ciclu.

### Distincții
| Premiul                 | Data ceremoniei    | Categoria                                                    | Beneficiar(i)                               | Rezultatul   | Ref(s)  |
| ----------------------- | ------------------ | ------------------------------------------------------------ | ------------------------------------------- | ------------ | ------- |
| Golden Trailer Awards   | 29 mai 2019        | Cel mai bun film fantasy de aventură                         | "Reflections" (Mocean)                      | Câștigat     | [ 193 ] |
| Golden Trailer Awards   | 29 mai 2019        | Cea mai bună coloană sonoră                                  | "Capstone" (Mocean)                         | Nominalizare | [ 193 ] |
| Golden Trailer Awards   | 29 mai 2019        | Cel mai bun Spot TV de acțiune (pentru un film)              | "Super Bowl Spot" (The Hive)                | Nominalizare | [ 193 ] |
| Golden Trailer Awards   | 29 mai 2019        | Cel mai bun Spot TV de fantasy-aventură (pentru un film)     | "Overpower" (Mocean)                        | Câștigat     | [ 193 ] |
| Golden Trailer Awards   | 29 mai 2019        | Cel mai bun afiș pentru un film fantasy                      | "Payoff One-Sheet" (LA/Lindeman Associates) | Nominalizare | [ 193 ] |
| Golden Trailer Awards   | 29 mai 2019        | Cel mai bun afiș internațional                               | "Payoff One-Sheet" (LA/Lindeman Associates) | Nominalizare | [ 193 ] |
| Premiile MTV Movie & TV | 17 iunie 2019      | Cel mai bun Film                                             | Răzbunătorii: Sfârșitul jocului             | Câștigat     | [ 194 ] |
| Premiile MTV Movie & TV | 17 iunie 2019      | Cel mai bun Erou                                             | Robert Downey Jr.                           | Câștigat     | [ 194 ] |
| Premiile MTV Movie & TV | 17 iunie 2019      | Cel mai bun Antagonist                                       | Josh Brolin                                 | Câștigat     | [ 194 ] |
| Premiile MTV Movie & TV | 17 iunie 2019      | Cea mai bună Bătălie                                         | Chris Evans vs. Josh Brolin                 | Nominalizare | [ 194 ] |
| Premiile Teen Choice    | 11 august 2019     | Cel mai bun film de acțiune                                  | Răzbunătorii: Sfârșitul jocului             | Câștigat     | [ 195 ] |
| Premiile Teen Choice    | 11 august 2019     | Cel mai bun actor într-un film de acțiune                    | Robert Downey Jr.                           | Câștigat     | [ 195 ] |
| Premiile Teen Choice    | 11 august 2019     | Cel mai bun actor într-un film de acțiune                    | Chris Evans                                 | Nominalizare | [ 195 ] |
| Premiile Teen Choice    | 11 august 2019     | Cel mai bun actor într-un film de acțiune                    | Chris Hemsworth                             | Nominalizare | [ 195 ] |
| Premiile Teen Choice    | 11 august 2019     | Cel mai bun actor într-un film de acțiune                    | Paul Rudd                                   | Nominalizare | [ 195 ] |
| Premiile Teen Choice    | 11 august 2019     | Cea mai bună actriță într-un film de acțiune                 | Scarlett Johansson                          | Câștigat     | [ 195 ] |
| Premiile Teen Choice    | 11 august 2019     | Cea mai bună actriță într-un film de acțiune                 | Brie Larson                                 | Nominalizare | [ 195 ] |
| Premiile Teen Choice    | 11 august 2019     | Cea mai bună actriță într-un film de acțiune                 | Zoe Saldana                                 | Nominalizare | [ 195 ] |
| Premiile Teen Choice    | 11 august 2019     | Cel mai bun antagonist                                       | Josh Brolin                                 | Câștigat     | [ 195 ] |
| Premiile Saturn         | 13 septembrie 2019 | Cea mai bună adaptare cinematografică dintr-o bandă desenată | Răzbunătorii: Sfârșitul jocului             | Câștigat     | [ 196 ] |
| Premiile Saturn         | 13 septembrie 2019 | Cel mai bun actor                                            | Robert Downey Jr.                           | Câștigat     | [ 196 ] |
| Premiile Saturn         | 13 septembrie 2019 | Cel mai bun actor                                            | Chris Evans                                 | Nominalizare | [ 196 ] |
| Premiile Saturn         | 13 septembrie 2019 | Cel mai bun actor într-un rol secundar                       | Jeremy Renner                               | Nominalizare | [ 196 ] |
| Premiile Saturn         | 13 septembrie 2019 | Cea mai bună actriță într-un rol secundar                    | Karen Gillan                                | Nominalizare | [ 196 ] |
| Premiile Saturn         | 13 septembrie 2019 | Cea mai bună actriță într-un rol secundar                    | Scarlett Johansson                          | Nominalizare | [ 196 ] |
| Premiile Saturn         | 13 septembrie 2019 | Cel mai bun regizor                                          | Anthony și Joe Russo                        | Nominalizare | [ 196 ] |
| Premiile Saturn         | 13 septembrie 2019 | Cel mai bun scenariu                                         | Christopher Markus și Stephen McFeely       | Nominalizare | [ 196 ] |
| Premiile Saturn         | 13 septembrie 2019 | Cea mai bună producție                                       | Charles Wood                                | Câștigat     | [ 196 ] |
| Premiile Saturn         | 13 septembrie 2019 | Cel mai bun montaj                                           | Jeffrey Ford și Matthew Schmidt             | Câștigat     | [ 196 ] |
| Premiile Saturn         | 13 septembrie 2019 | Cea mai bună muzică                                          | Alan Silvestri                              | Nominalizare | [ 196 ] |
| Premiile Saturn         | 13 septembrie 2019 | Cele mai bune costume                                        | Judianna Makovsky                           | Nominalizare | [ 196 ] |
| Premiile Saturn         | 13 septembrie 2019 | Cele mai bun machiaje                                        | John Blake și Brian Sipe                    | Câștigat     | [ 196 ] |
| Premiile Saturn         | 13 septembrie 2019 | Cele mai bune efecte speciale                                | Răzbunătorii: Sfârșitul jocului             | Câștigat     | [ 196 ] |
| Hollywood Film Awards   | 3 noiembrie 2019   | Cel mai bun blockbuster american al anului 2019              | Kevin Feige și Victoria Alonso              | În așteptare | [ 197 ] |
| People's Choice Awards  | 10 noiembrie 2019  | Cel mai bun film al anului 2019                              | Răzbunătorii: Sfârșitul jocului             | Câștigat     | [ 198 ] |
| People's Choice Awards  | 10 noiembrie 2019  | Cel mai bun film de acțiune al anului 2019                   | Răzbunătorii: Sfârșitul jocului             | Câștigat     | [ 198 ] |
| People's Choice Awards  | 10 noiembrie 2019  | Cel mai bun actor al anului 2019                             | Robert Downey Jr.                           | Câștigat     | [ 198 ] |
| People's Choice Awards  | 10 noiembrie 2019  | Cel mai bun actor al anului 2019                             | Chris Hemsworth                             | Nominalizare | [ 198 ] |
| People's Choice Awards  | 10 noiembrie 2019  | Cea mai bună actriță a anului 2019                           | Scarlett Johansson                          | Nominalizare | [ 198 ] |
| People's Choice Awards  | 10 noiembrie 2019  | Cel mai bun actor de acțiune al anului 2019                  | Robert Downey Jr.                           | Nominalizare | [ 198 ] |
| People's Choice Awards  | 10 noiembrie 2019  | Cel mai bun actor de acțiune al anului 2019                  | Chris Evans                                 | Nominalizare | [ 198 ] |

## Viitor
În mai 2018, CEO-ul Disney, Bob Iger, a spus că planurile lui Marvel se întind și după Sfârșitul jocului, "Bănuiesc că ne vom încerca mâna cu o nouă franciză post-Răzbunătorii, dar asta nu înseamnă neapărat că nu îi vom mai vedea pe Răzbunători pe ecran. Doar nu am făcut încă anunțul." a adăugat Iger, "Având în vedere popularitatea personajelor și a francizei, nu cred că oamenii ar trebui să concluzioneze că nu vor mai fi filme cu Răzbunătorii." La puțin timp după premiera filmului, Anthony Russo a spus că el și Joe Russo nu au "momentan planuri să regizeze alte filme Marvel" după Sfârșitul jocului, dar nu ar avea nimic împotriva a se întoarce la MCU pe viitor, dar nu au nimic împotriva a se întoarce să regizeze alte filme MCU pe viitor, având o relație "minunată" cu Marvel Studios.
La San Diego Comic-Con, în iulie 2022, Feige a anunțat că Răzbunătorii: Dinastia lui Kang și Răzbunătorii: Războaiele Secrete sunt programate să se lanseze pe 2 mai 2025 și 7 noiembrie 2025. Cele două filme vor servi ca și concluzie pentru Faza a Șasea din MCU. Feige a anunțat ulterior că frații Russo nu se vor întoarce la regia filmului. La puțin timp după, Destin Daniel Cretton, care a regizat Shang-Chi și Legenda Celor Zece Inele (2021), a fost confirmat ca regizor al Dinastiei Kang. În septembrie, scriitorul de la Omul-furnică și Viespea: Quantumania (2023), Jeff Loveness, a fost dezvăluit ca scenarist al filmului. În următoarea lună, scenaristul de la Doctor Strange în Multiversul Nebuniei (2022), Michael Waldron, a fost angajat pentru Răzbunătorii: Războaiele Secrete. La puțin timp după, data de lansare a filmului Războaiele Secrete a fost amânată pentru 1 mai 2026.